# Сумасшедшая Финляндия
«Сумасшедшая Финляндия» (фин. Pähkähullu Suomi) — финский комедийный фильм режиссёра Спеде Пасанена 1967 года. Является третьим фильмом, в котором Спеде принял участие как в качестве актёра главной роли, так и в качестве режиссёра (ранее снимался в фильмах X-Paroni и Millipilleri). Выпуск фильма совпал с 50-летием принятия декларации о независимости Финляндии, которая также упоминается в фильме.

## Сюжет
Действие фильма основано на повествовании о режиссёре и продюсере, снимающие маркетинговый фильм о Финляндии, используя в качестве предпосылки посещение сына богатого магната Вильяма Нюрми (Спеде Пасанен). Большая часть фильма рассказывает о беседе между продюсером, режиссером и случайным финским налогоплательщиком, упомянутый рассказчиком в начале фильма. Вильям Нюрми, родившийся и выросший в США, посещает родину своих предков, которые были финнами. После длительной экскурсии по Хельсинки и чрезмерного количества времени проведенного в сауне, Нюрми не выдерживает и сбегает в лес из приемной комитета. В лесу местные жительницы, собирающие ягоды, ошибочно принимают стоящего позади незнакомого человека за лося и испугавшись убегают. Вскоре Нюрми случайно выходит на территорию военного полигона, где в этот момент проходят учения военных.
Спасшись от военных, Нюрми натыкается на домик, в котором живет лесной самоучка по имени Симо (Симо Салминен). После того, как Нюрми почти вынужден был жениться на деревенской девушку, он выручает Симо. Хотя Нюрми открыто рассказывает о своей личности, Симо остается в непонимании до тех пор, пока тот не вернется в торговый совет, но не раньше, чем пара угонит машину и совершит поездку по стране, эффективно охватывая все туристические места в Финляндии.
Будучи сытым по горло коммерческим советом, Нюрми выставляет себя в качестве телохранителя, встречаясь со стереотипным итальянским бандитом по имени Луиджи (Эско Салминен), который обладает полными правами на наследство Нюрми, в то время как он и Симо продолжают ездить по Финляндии до непризнания. Именно в этот момент режиссер и продюсер с самого начала фильма, снимая свои парики и выявляя себя лысыми, оказываются тайными агентами для вечеринки, о которой никогда не вспомнят на протяжении фильма. Между тем, Луиджи постоянно беспокоит Финский совет по торговле, который пытается заполучить значительное пожертвование, часто жалуясь на них. В конце концов Луиджи дает им чек, но не раньше, чем он увидел традиционные финские зимние виды спорта и обнаружил Мисс Финляндию. В конце концов, Луиджи оказался дважды пойман его женой, фактически прекратившей свою роль в остальной части фильма.
На протяжении оставшейся одной трети фильма показывается погоня агентов за Вильямом и Симо, от которых они убегают по крышам зданий и улицам. Вскоре погоня заканчивается на Олимпийском стадионе в Хельсинки после того, как Вильям и Симо дали отпор десяткам агентов, преследовавшие их позади. В определенный момент Нюрми решается выйти замуж за финскую девушку, которая неожиданно появляется на стадионе. Однако она тоже является агентом, которая позже раскрывается, сняв свой парик. После этого Симо сталкивается со сценой, где Луиджи бросил мисс Финляндию в бассейн, когда появилась его жена. Симо ломает четвертую стену задав вопрос рассказчику: "Что, черт возьми, происходит?", так как он не понимал, что происходило в последние 15 минут. Рассказчик дает ему очень краткий и несколько неточный комментарий. Однако у Симо, похоже, нет проблем с пониманием, и после спасения мисс Финляндии из бассейна она заявляет ему о готовности выйти замуж. Фильм заканчивается стоп-кадром, в котором Симо подмигивает камере, после которого план кадра увеличивается, а из его рта вылезают слова «Happy End».

## Производство
Фильм стал вторым в соавторстве Спеде Пасанена и Юкки Виртанена, который также сыграл роль секретного агента, претендующего на роль режиссёра в маркетинговом фильме. Сценарий фильма является вторым по счету, написанный Спеде совместно с Юккой Виртаненом и Эре Кокконеном. Кокконен в этом фильме играет роль еще одного секретного агента, выдавая себя за кинопродюсера маркетингового фильма. В фильме принимали участия актёры из предыдущих кинокартин Спеде: Симо Салминен, Марита Нордберг и Лео Йокела.

## Критика
Некоторые критики склонны называть данный фильм «полнометражной туристической рекламой Финляндии», а не просто комедией, так как главным героям удается оказаться у разных туристических достопримечательностях и увидеть свойственные в каждом уголке страны вещи.